# Owarai
Owarai, お笑い, és una paraula japonesa de significat relativament ampli que descriu les comèdies que es transmeten per televisió al Japó. La paraula owarai és la forma honorífica de la paraula warai, que significa "una riallada" o "un somriure". Owarai és més utilitzada en els xous de varietats japonesos (バラエティ番組, baraeti bangumi) i els comediants són denominats owarai geinin (お笑い芸人) o owarai tarento (お笑いタレント). En l'actualitat es considera que el Japó es troba en un " boom owarai", i nombrosos talents menors han trobat la fama de forma sobtada tan bon punt un gag (ギャグ, gyagu) o sketch es fa popular.